# Rod Davis
Roderick Hopkins „Rod” Davis (ur. 27 sierpnia 1955 w Key West), żeglarz sportowy, w barwach dwóch krajów medalista olimpijski.
W 1984 startował w igrzyskach jako reprezentant Stanów Zjednoczonych i zwyciężył w klasie Soling. Załogę tworzyli również Ed Trevelyan i Robbie Haines. Wcześniej, w 1979, zostali mistrzami świata w tej konkurencji. W trzech igrzyskach (IO 92, IO 96, IO 2000) brał udział jako zawodnik Nowej Zelandii. W 1992 zajął drugie miejsce w klasie Star, a partnerował mu Don Cowie.